# (5488) Kiyosato
(5488) Kiyosato est un astéroïde de la ceinture principale.

## Description
(5488) Kiyosato est un astéroïde de la ceinture principale. Il fut découvert le 13 novembre 1991 à Kiyosato par Satoru Ōtomo. Il présente une orbite caractérisée par un demi-grand axe de 3,04 UA, une excentricité de 0,07 et une inclinaison de 11,3° par rapport à l'écliptique.

## Compléments